# Reserva Natural Castillos de Pincheira
A Reserva Natural Castillos de Pincheira é uma unidade de conservação criada para a proteção do Monumento Natural Castillos de Pincheira, e pela conservação da bacia média do rio Malargüe, que fornece água potável à cidade. A reserva faz parte da ecorregião patagônica e abrange uma área de 650 hectares, localizada no departamento Malargüe, na Argentina.

## Castillos de Pincheira
É um afloramento de rochas sedimentares, e rochas vulcânicas do mioceno, que sofreram erosão e foram moldadas pelas intempéries, deixando-as com aspecto de um castelo.

## Turismo
A reserva está aberta para visitação. Não há transporte publico próximo a reserva, o acesso pode ser feito em carro particular ou através de empresas de turismo. Há estacionamento, restaurante, e um serviço privado de camping.